# Mausoleo de Halicarnaso

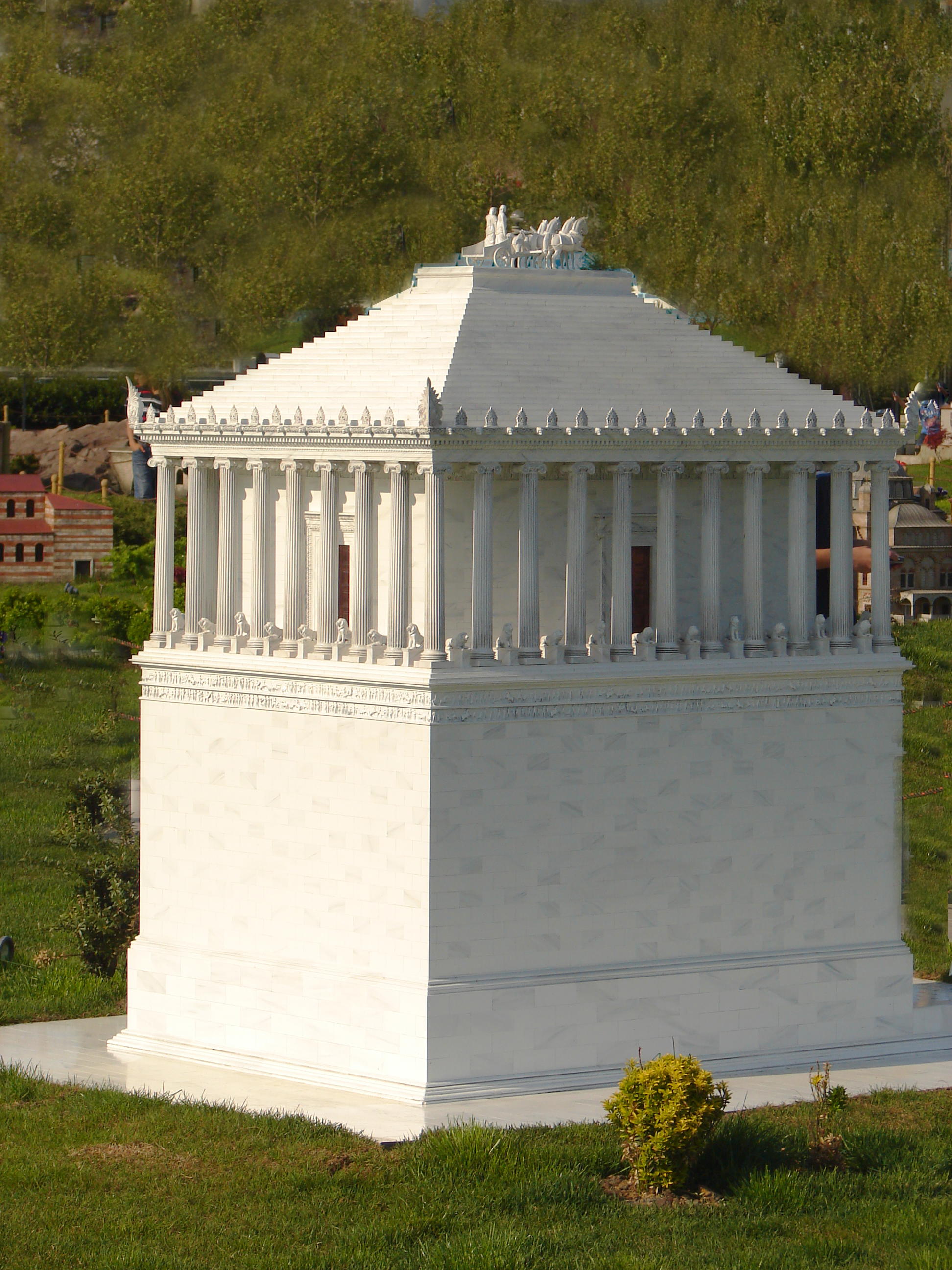
Reconstrucción a escala del Mausoleo, una de las muchas revisiones del mismo, en Miniatürk, Estambul.

El Mausoleo de Halicarnaso o el Sepulcro de Mausolo (en griego antiguo: Μαυσωλεῖον τῆς Ἁλικαρνασσοῦ, Mausoléion tes Halikarnasú) fue un monumento funerario suntuoso construido entre el año 353 y el 350 a. C. en Halicarnaso (actualmente Bodrum, Turquía) para Mausolo, un sátrapa del imperio persa. El edificio fue encargado por su esposa y hermana, Artemisia II de Caria, a los arquitectos griegos Sátiro y Piteo.
El Mausoleo medía aproximadamente 134 metros de perímetro y 46 metros de altura, y cada uno de los cuatro lados estaba adornado con relieves escultóricos confiados a uno de los siguientes escultores griegos de la escuela ática: Leocares, Briaxis, Escopas y Timoteo, emulándose en una artística competición entre ellos. El diseño del Mausoleo fue considerado un gran triunfo estético, tanto que Antípatro de Sidón lo tuvo como una de las Siete Maravillas del Mundo. Esta edificación, asimismo, indica una nueva tendencia hacia lo monumental en el arte del período postclásico o helenístico.  
La palabra mausoleo actualmente se utiliza para referirse a un monumento funerario y sepulcro.

## Contexto histórico
En el 545 a. C., el imperio persa aqueménida incorporó el pequeño reino de Caria, situado en la costa del Asia menor y lindante con las ciudades griegas de la región conocida como Jonia. Su capital era Milasa. 
En el 377 a. C., el gobernante de la región, Hecatomno, falleció y dejó el control del gobierno de Caria a su hijo, Mausolo. Hecatomno, un aristócrata heleno que llegó a ser sátrapa persa, había tomado el control de algunas de las ciudades y distritos vecinos. Tuvo varios hijos: Artemisia, Mausolo, Ada, Hidrieo y Pixodaro. Mausolo se casó con Artemisia, pese a ser su hermana, y cuando falleció Hecatomno ambos gobernaron Caria y siguieron expandiendo su territorio hasta la costa suroeste de Anatolia, invadiendo parcialmente el territorio de Licia, donde llegaron a conocer las tumbas monumentales de Janto, posible inspiración del futuro Mausoleo.
Hacia el 370 a. C. cambiaron la capitalidad a Halicarnaso donde se realizó, por iniciativa de Mausolo, una ampliación de la ciudad en la que se construyó un palacio residencial y una gran muralla. Mausolo, que hablaba griego y estaba culturalmente helenizado, encargó estatuas, templos y edificios de reluciente mármol, y muy posiblemente pensó en una tumba digna de un sátrapa. Cuando murió, en 353 a. C., su mujer y hermana, Artemisia, heredó el gobierno y prosiguió con los planes de una tumba monumental. Pero Artemisia solo sobrevivió a Mausolo dos años. Sus sucesores, los también hermanos y esposos Hidrieo y Ada, tuvieron que continuar con la construcción, aunque con menos entusiasmo.

## Construcción y descripción

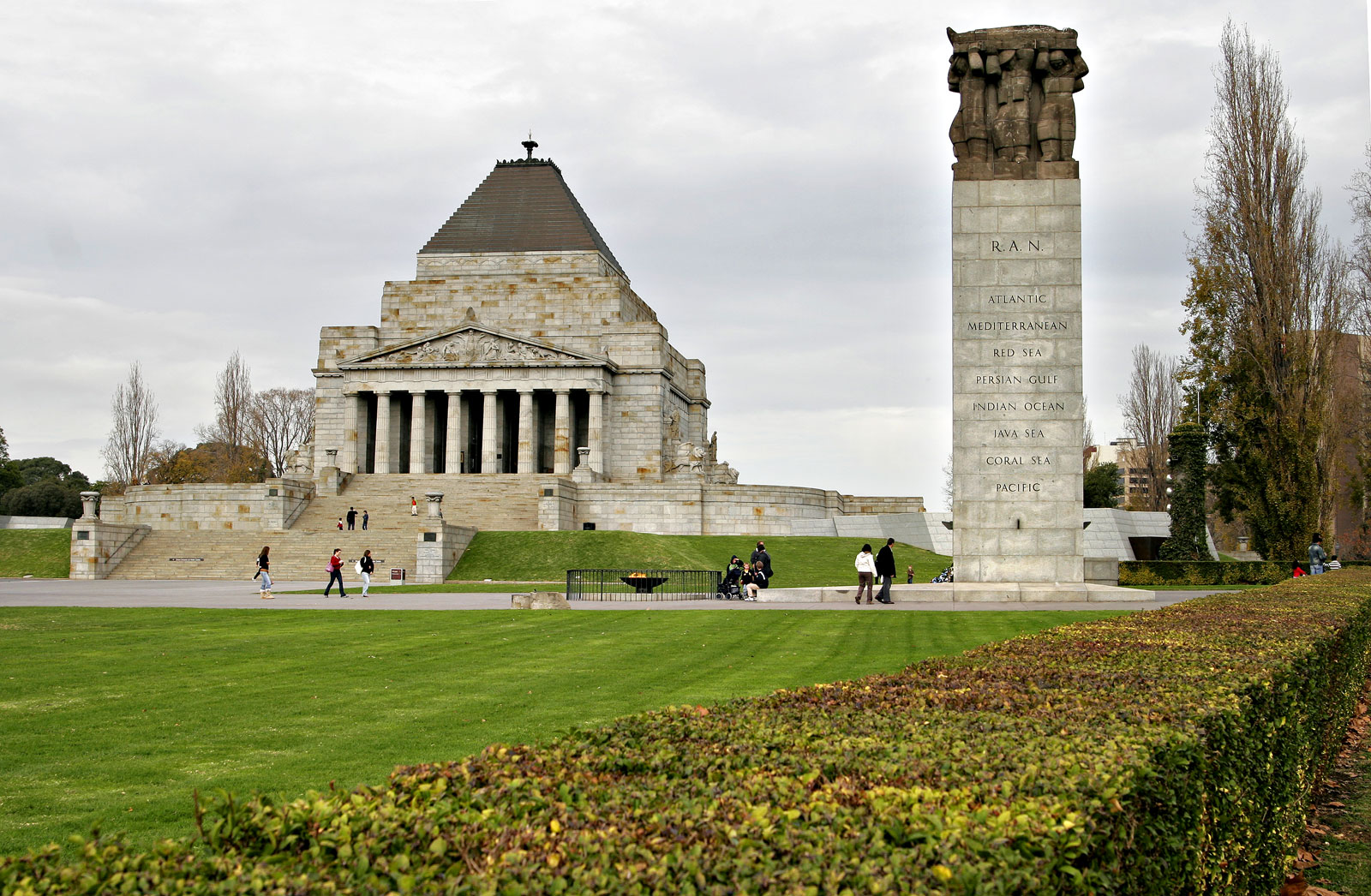
El diseño del Santuario de la Memoria, en Melbourne, fue inspirado por el del Mausoleo de Halicarnaso.

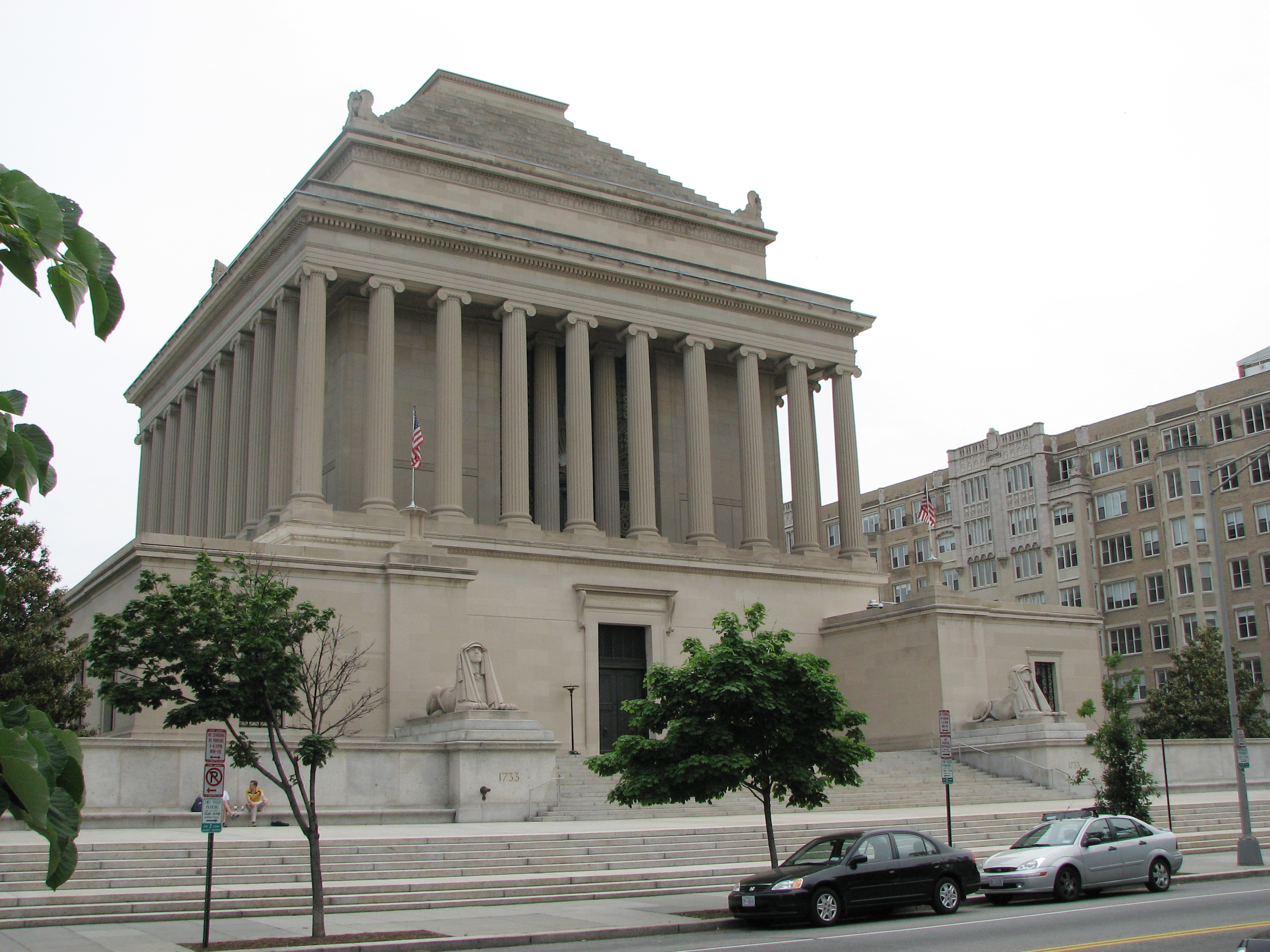
Otro edificio inspirado por el Mausoleo, la Casa del Templo, templo francmasón del rito escocés, en Washington D. C.

Es probable que Mausolo comenzara a planificar la tumba antes de su muerte, como parte de las obras de construcción en Halicarnaso, de modo que cuando murió, Artemisia continuó el proyecto de construcción. Artemisia no escatimó en gastos para construir la tumba. Envió mensajeros a Grecia para encontrar a los artistas con más renombre de la época. Entre ellos estaba Escopas, el hombre que había supervisado la reconstrucción del templo de Artemisa en Éfeso. Los escultores famosos que intervinieron fueron (en el orden en que los cita Vitruvio): Leócares, Briaxis, Escopas y Timoteo, así como cientos de otros artesanos.
La tumba se erigió en una colina que dominaba la ciudad. Toda la construcción se encontraba en un patio cerrado. En el centro del patio había una plataforma de piedra sobre la que se asentaba la tumba. Una escalera flanqueada por leones de piedra conducía a la parte superior de la plataforma, que tenía a lo largo de sus paredes exteriores muchas estatuas de dioses y diosas. En cada esquina, guerreros de piedra a caballo montaban guardia. En el centro de la plataforma, la tumba de mármol se elevaba como un bloque cuadrado que se estrechaba hasta alcanzar un tercio de la altura del Mausoleo, unos 45 m. Esta sección estaba cubierta con bajorrelieves que mostraban escenas de acción, incluyendo la batalla de los centauros con los lapitas y la Amazonomaquia, combate de los griegos y las amazonas, una raza de mujeres guerreras.
En la parte superior de esta sección de la tumba se alzaban treinta y seis esbeltas columnas, mostrando diez por lado —cada esquina compartía una columna entre lados adyacentes—. La columnata se alzaba otro tercio de la altura. Entre cada par de columnas había una estatua. Detrás de las columnas había un sólido bloque similar a una cella que soportaba el peso del enorme techo de la tumba. El techo, que abarcaba la mayor parte del último tercio de la altura, era de forma piramidal. En la cima había una cuadriga con cuatro enormes caballos que tiraban de un carro en el que viajaban Mausolo y Artemisia.

## Historia posterior
Los historiadores modernos han señalado que dos años no habrían sido suficientes para completar la construcción y decoración de un monumento tan complejo y novedoso. Por ello creen que la edificación fue comenzada antes de la muerte de Mausolo, y continuada después por los gobernantes posteriores. El Mausoleo de Halicarnaso parecía un templo aunque no lo era, y un modo de marcar la diferencia con un templo genuino fueron sus elevados muros exteriores. Según afirma el arquitecto romano Vitruvio, su diseño fue confiado a Sátiro y Piteo, que describieron en un tratado las principales características del edificio, tratado que no ha llegado hasta nosotros. Pausanias añade que los romanos tuvieron al Mausoleo como una de las principales maravillas, y que por eso el nombre de «mausoleo» pasó a aplicarse a toda tumba suntuosa.
El Mausoleo soportó las invasiones y la destrucción de la ciudad por Alejandro Magno, los bárbaros y los árabes. Pero no se sabe con precisión cuando quedó arruinado. Eustacio, en su comentario sobre la Ilíada escrito en el XII, afirma que «era y es una maravilla». Esto indujo a Fergusson a concluir que el edificio quedó convertido en ruinas, probablemente por un terremoto, entre esa época y 1402, cuando los caballeros hospitalarios o de Malta se establecieron en el lugar y consignaron por escrito que ya estaba en ruinas. Sin embargo, Luttrell menciona que en esa época los griegos y turcos de la zona no tenían un nombre o una leyenda para referirse a esas ruinas, lo que le hace pensar que la destrucción fue muy anterior.
En 1522, los Caballeros de San Juan utilizaron los restos de Mausoleo para la reparación del castillo de Bodrum. También reutilizaron una serie de bajorrelieves para decorar el nuevo edificio. 
Todo lo que quedaba en el emplazamiento original en el siglo XIX eran los cimientos y algunos fragmentos de esculturas. El gobierno británico envió una misión que acometió las primeras excavaciones y que envió a Londres las piezas de mármol mejor conservadas. Se encontraron una serie de túneles que llevaban a la cámara mortuoria subterránea, que fue destruida posteriormente por los saqueadores de tumbas. En las excavaciones emprendidas en 1972, todavía quedaban restos suficientes para recomponer el diseño de dicha cámara.
Partes del grupo escultórico situado en la parte más alta (un grupo con un carruaje de cuatro caballos) y algún friso se salvaron, y hoy se pueden contemplarse en el Museo Británico de Londres.

## Dimensiones y ornamentación

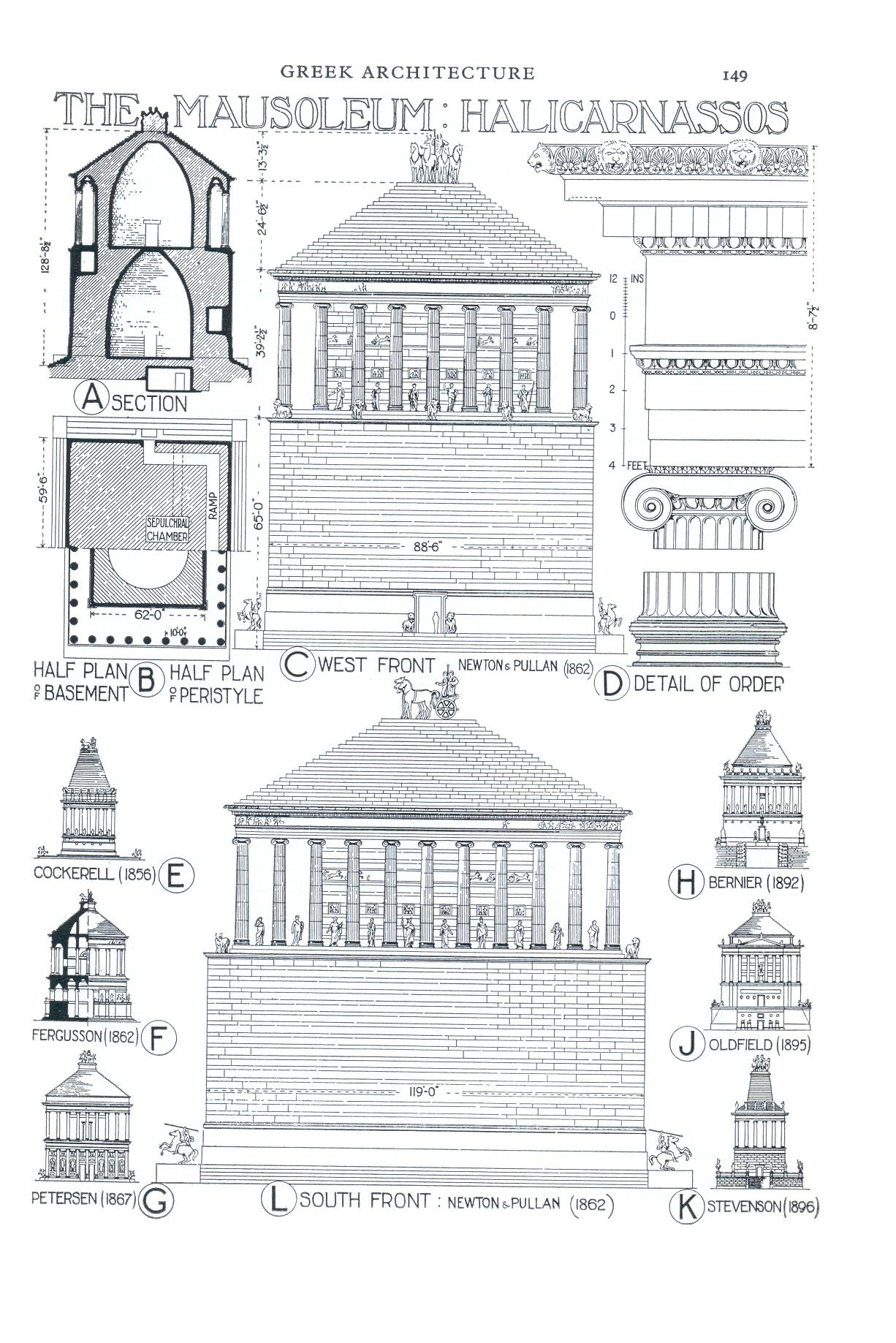
Distintas reconstrucciones del Mausoleo en el Halicarnaso.

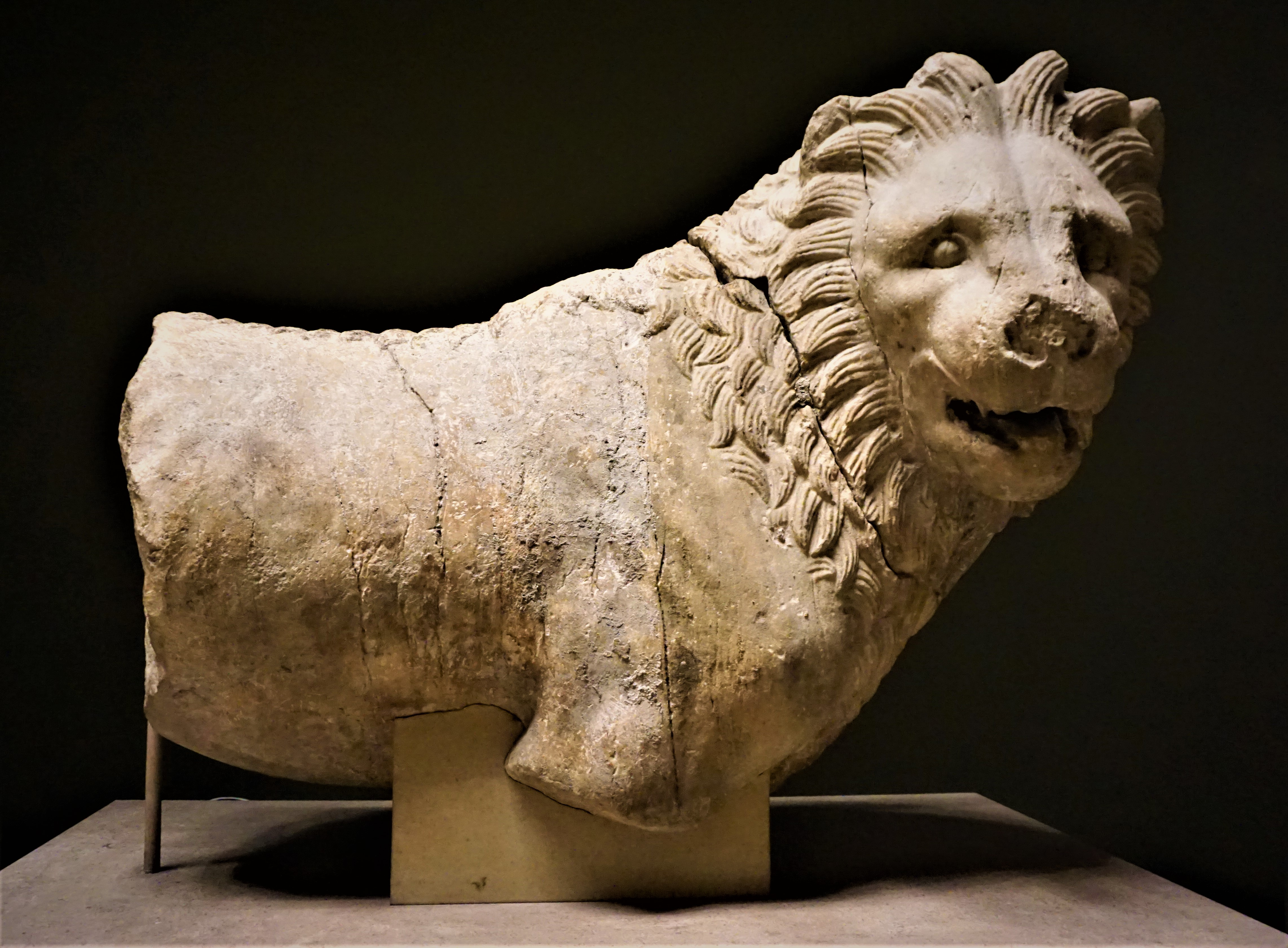
Figura de león que decoraba el Mausoleo.

Gran parte de la información que se ha recabado sobre el Mausoleo y su estructura proviene del romano Plinio el Viejo. Consignó por escrito algunos datos básicos sobre el diseño arquitectónico, entre ellos sus dimensiones. El edificio era rectangular, no cuadrado, rodeado por una columnata de treinta y seis columnas. Estaba rematado por una superestructura piramidal que retrocedía en veinticuatro escalones hasta la cima, en donde había un carro con cuatro caballos de mármol y dos figuras humanas. El edificio estaba adornado con frisos en bajorrelieve y esculturas de bulto completo. «Las figuras libres estaban dispuestas en cinco o seis niveles diferentes».
Ahora estamos en condiciones de afirmar que los conocimientos de Plinio provenían de un tratado escrito por los arquitectos. Está claro que Plinio no comprendió del todo el diseño del mausoleo, lo que crea problemas a la hora de recrear su aspecto. No obstante, expone muchos datos que ayudan al lector a recomponer las piezas del rompecabezas. Otros escritos de Pausanias, Estrabón y Vitruvio también nos ayudan a reunir más información sobre el Mausoleo.
Según Plinio, el mausoleo tenía 63 pies (19,2 m) al norte y al sur, más corto en otros frentes, 411 pies (125,3 m) de perímetro, y 25 codos (11,4 m) de altura. Estaba rodeado por 36 columnas. A esta parte la llamaban el pteron. Sobre el pteron había una pirámide en la parte superior con 24 escalones e igual en altura a la parte inferior. La altura del edificio era de 140 pies (42,7 m).
Solo hay otro autor que dé las dimensiones del Mausoleo: Higino, un gramático de la época de Augusto. Describe el monumento como construido con piedras relucientes, con 80 pies (24,4 m) de altura y 1340 pies (408,4 m) de perímetro. Es probable que se refiriera a codos, y entonces coincidiría exactamente con las dimensiones de Plinio, pero este texto se considera en gran medida corrupto y tiene poca autoridad.
La belleza del Mausoleo no estaba sólo en el diseño arquitectónico en sí, sino en las decoraciones y estatuas que adornaban el exterior en diferentes niveles del podio y del techo: estatuas de personas, leones, caballos y otros animales, a diferentes escalas. Como las estatuas eran de meros mortales y de animales, el Mausoleo ocupa un lugar especial en la historia de los grandes edificios griegos, ya que no estaba dedicado a ninguno de los dioses de la antigua Grecia.
Se han encontrado veinte estatuas de leones con un tamaño ligeramente mayor al natural. Otro hallazgo importante fue la profundidad de la roca sobre la que se levantaba el edificio. Esta roca fue excavada en unos 2,5 a 3 m de profundidad en un área de 107 por 127 pies (32,6 por 38,7 m).
El Mausoleo estaba adornado con muchas esculturas grandes y hermosas. Las esculturas del norte fueron hechas por Escopas, las del este por Briaxis, las del sur por Timoteo y las del oeste por Leocares. Algunas de estas esculturas se han perdido o solo se han conservado fragmentos, y la temática representada solo se conoce a través de relatos históricos. Las grandes figuras de Mausolo y Artemisia estaban en el carro de la cima de la pirámide. Los grupos ecuestres separados están colocados en las esquinas del subpodio. Las cabezas femeninas semicolosales pueden haber pertenecido a las acroteras que representaban a las seis ciudades carias incorporadas a Halicarnaso. Los trabajos de identificación aún continúan en la actualidad, ya que todavía hay equipos que siguen excavando e investigando los elementos artísticos del Mausoleo.

## Redescubrimiento arqueológico

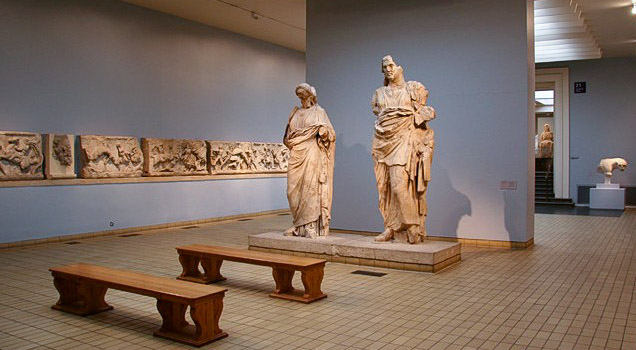
Restos del Mausoleo de Halicarnaso. Sala 21, Museo Británico, Londres. El friso de la Amazonomaquia puede apreciarse al fondo.

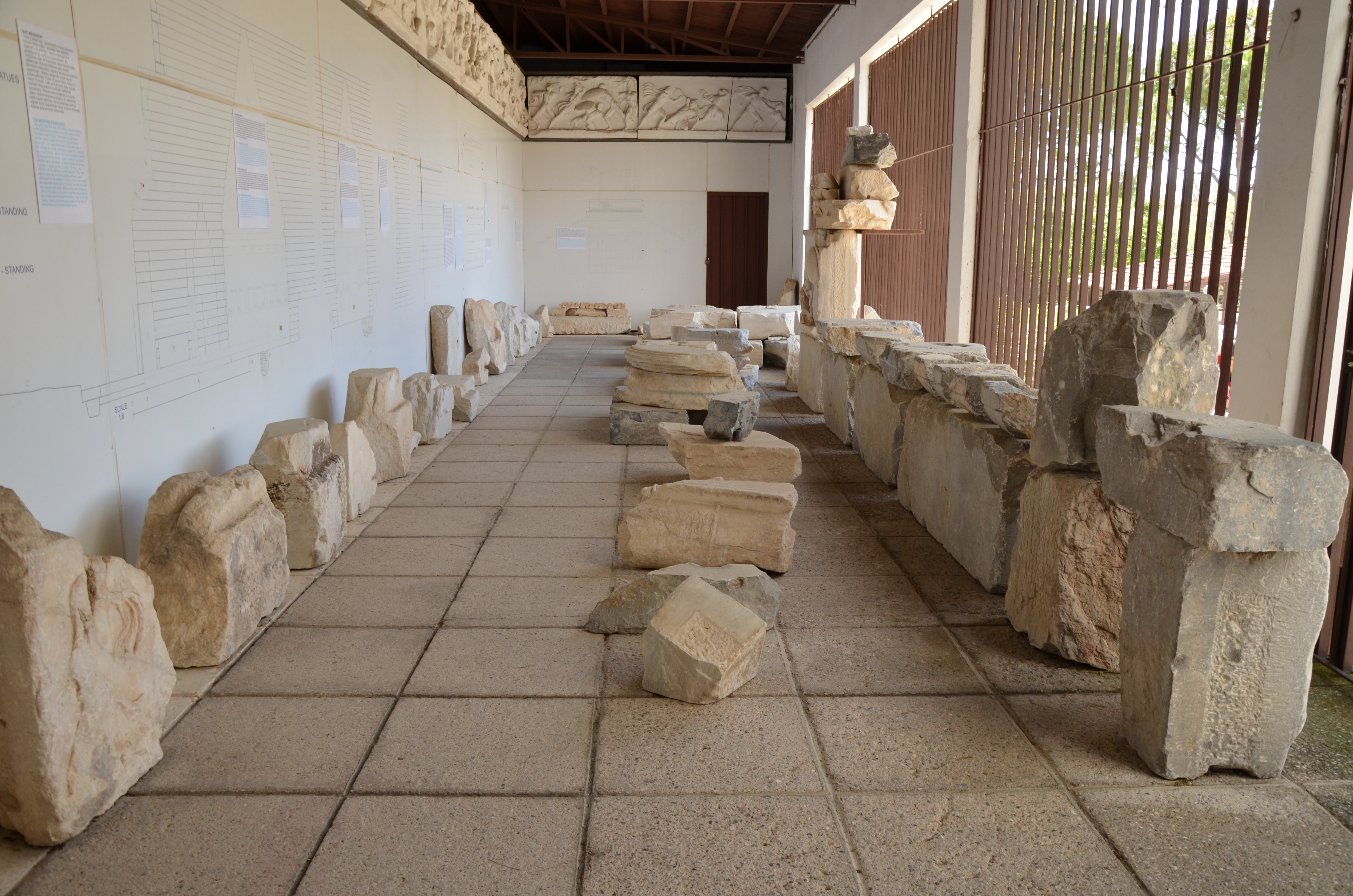
Restos arqueológicos del Mausoleo en Bodrum, Turquía.

En el siglo XIX, un cónsul británico se apropió de varias de las estatuas del castillo de Bodrum, que residen ahora en el Museo Británico. En 1852, dicho museo envió al arqueólogo Charles Thomas Newton a buscar más restos del Mausoleo. Su tarea no fue fácil. No conocía la ubicación exacta de la tumba, y el coste de comprar todas las pequeñas parcelas de la zona para buscarla habría sido astronómico. En su lugar, Newton estudió los relatos de escritores antiguos, como Plinio, para tener una idea del tamaño y ubicación aproximados del monumento, y luego compró una parcela en el lugar más probable. Excavando, Newton exploró los alrededores a través de túneles que excavó bajo las parcelas circundantes. Pudo localizar algunos muros, una escalera y, finalmente, tres de las esquinas de los cimientos. Con estos conocimientos, Newton pudo determinar qué parcelas debía comprar. A continuación, Newton excavó el lugar y encontró secciones de los relieves que decoraban la pared del edificio y partes del tejado escalonado. También descubrió una rueda de carro de piedra rota de unos 2 m de diámetro, que procedía de la cuadriga del tejado. Por último, encontró las estatuas de Mausolo y Artemisia que habían estado en el pináculo del edificio.
Entre 1966 y 1977, el Mausoleo fue investigado a fondo por el profesor Kristian Jeppesen de la Universidad de Aarhus, Dinamarca. Fruto de sus indagaciones, ha elaborado una monografía en seis volúmenes, El Mausoleo de Halikarnassos.
Hoy en día, el enorme castillo de los caballeros Hospitalarios, o caballeros de San Juan, sigue en pie en Bodrum, y los bloques de piedra pulida y mármol del Mausoleo pueden verse incorporados a sus muros. En el emplazamiento del Mausoleo sólo quedan los cimientos y un pequeño museo. Algunas de las esculturas que se conservan en el Museo Británico incluyen fragmentos de estatuas y muchas losas del friso que muestra la Amazonomaquia, o batalla entre griegos y amazonas. Allí las imágenes de Mausolo y de Artemisia vigilan los pocos restos rotos de la hermosa tumba que ella le construyó.

## Galerías

### Estatuas de la cuadriga del pináculo

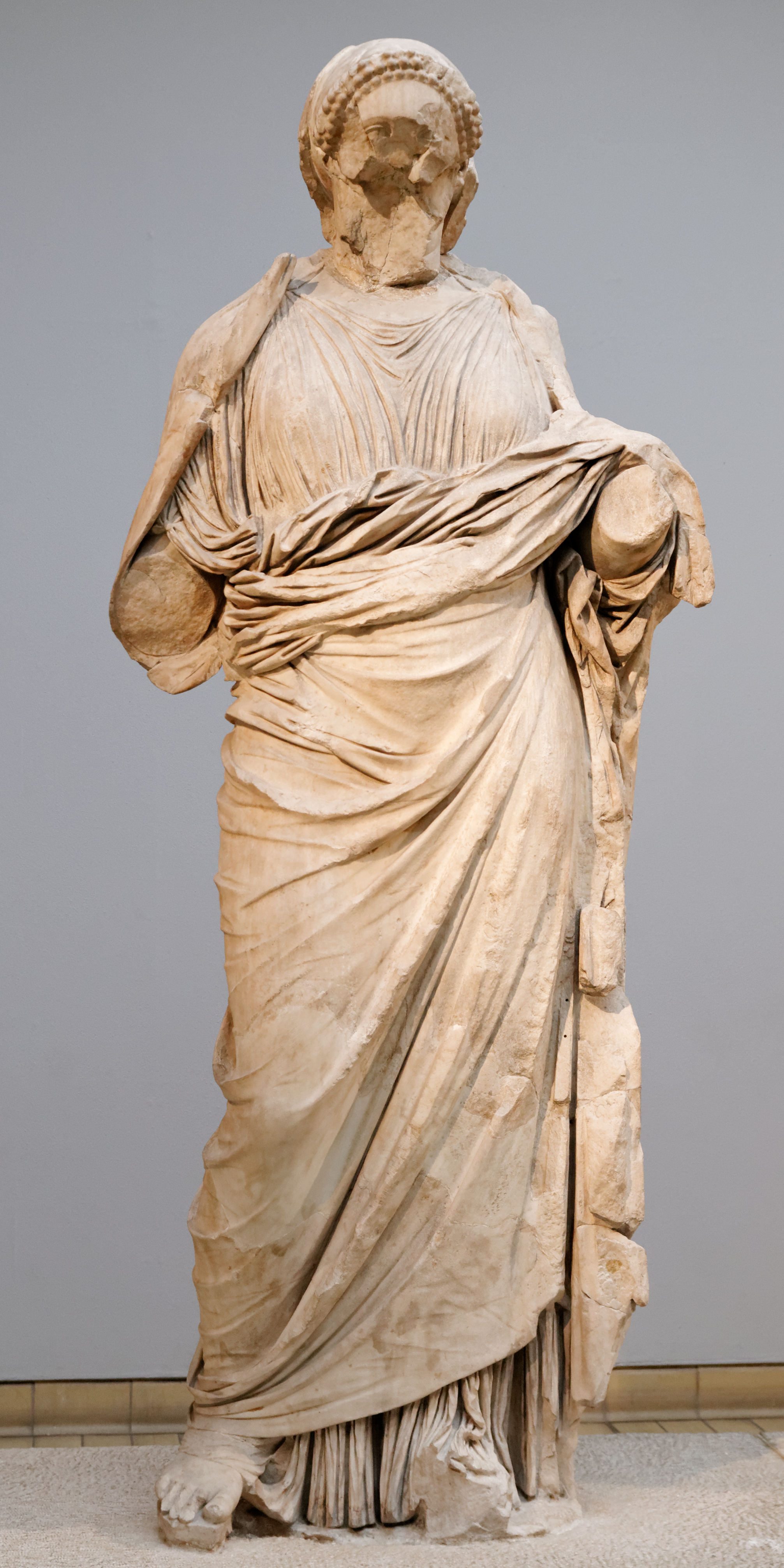
Estatua comúnmente identificada con Artemisia.
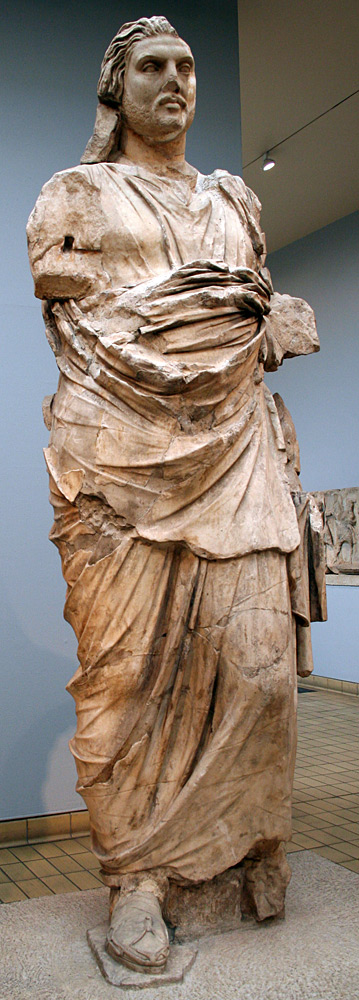
Estatua comúnmente identificada con Mausolo.
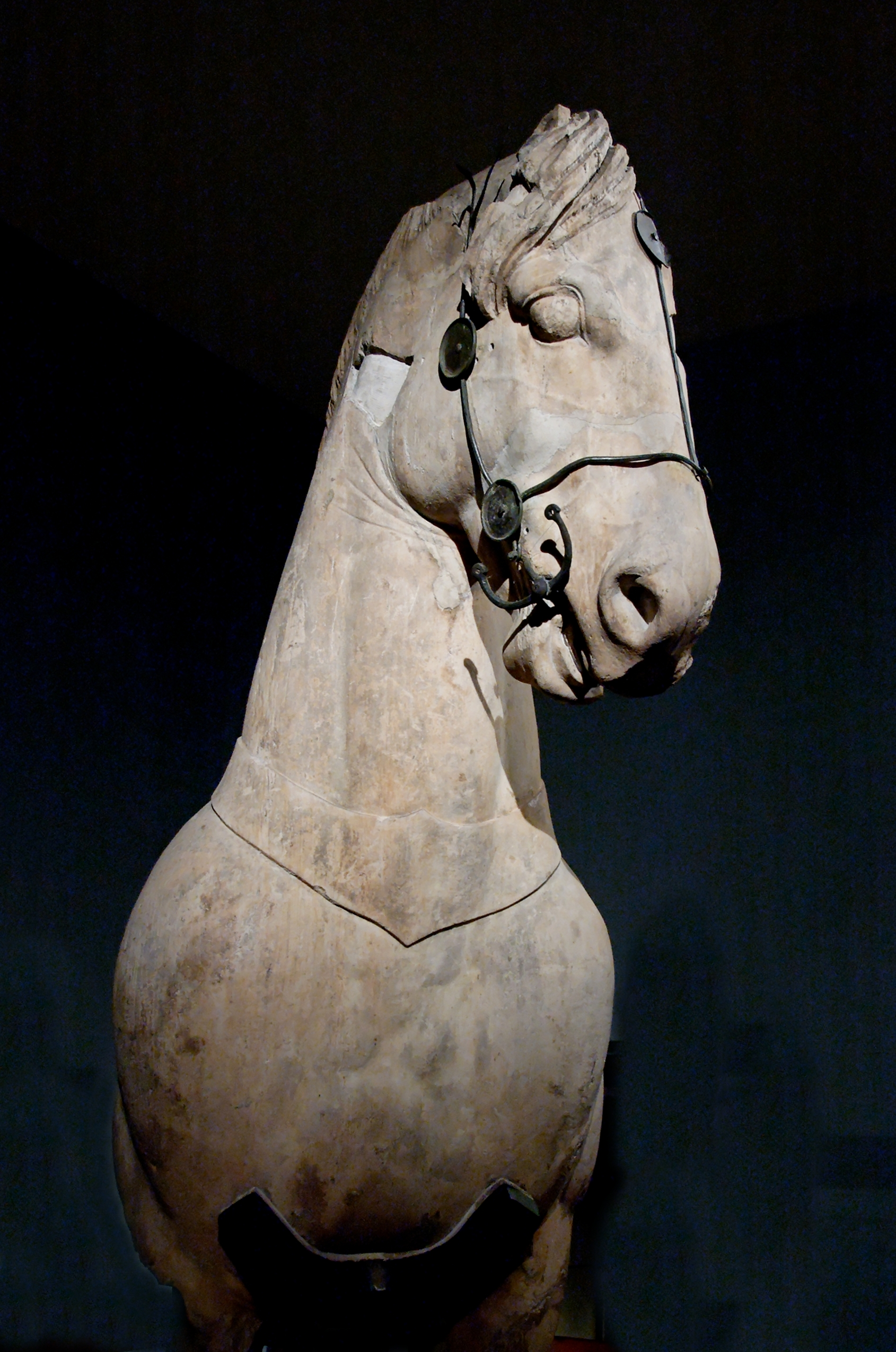
Fragmento de uno de los caballos.

### Placas del friso de la Amazonomaquia

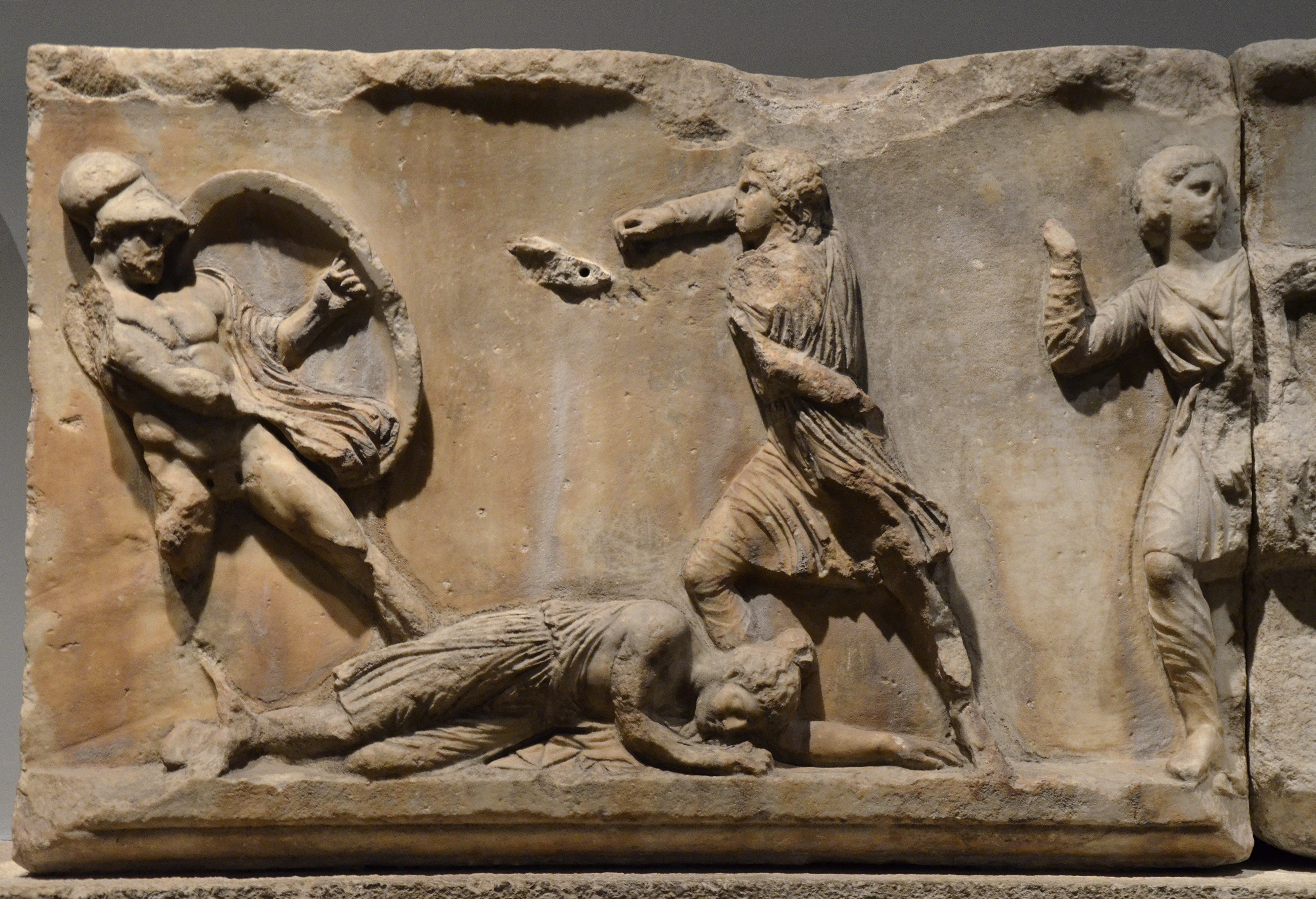
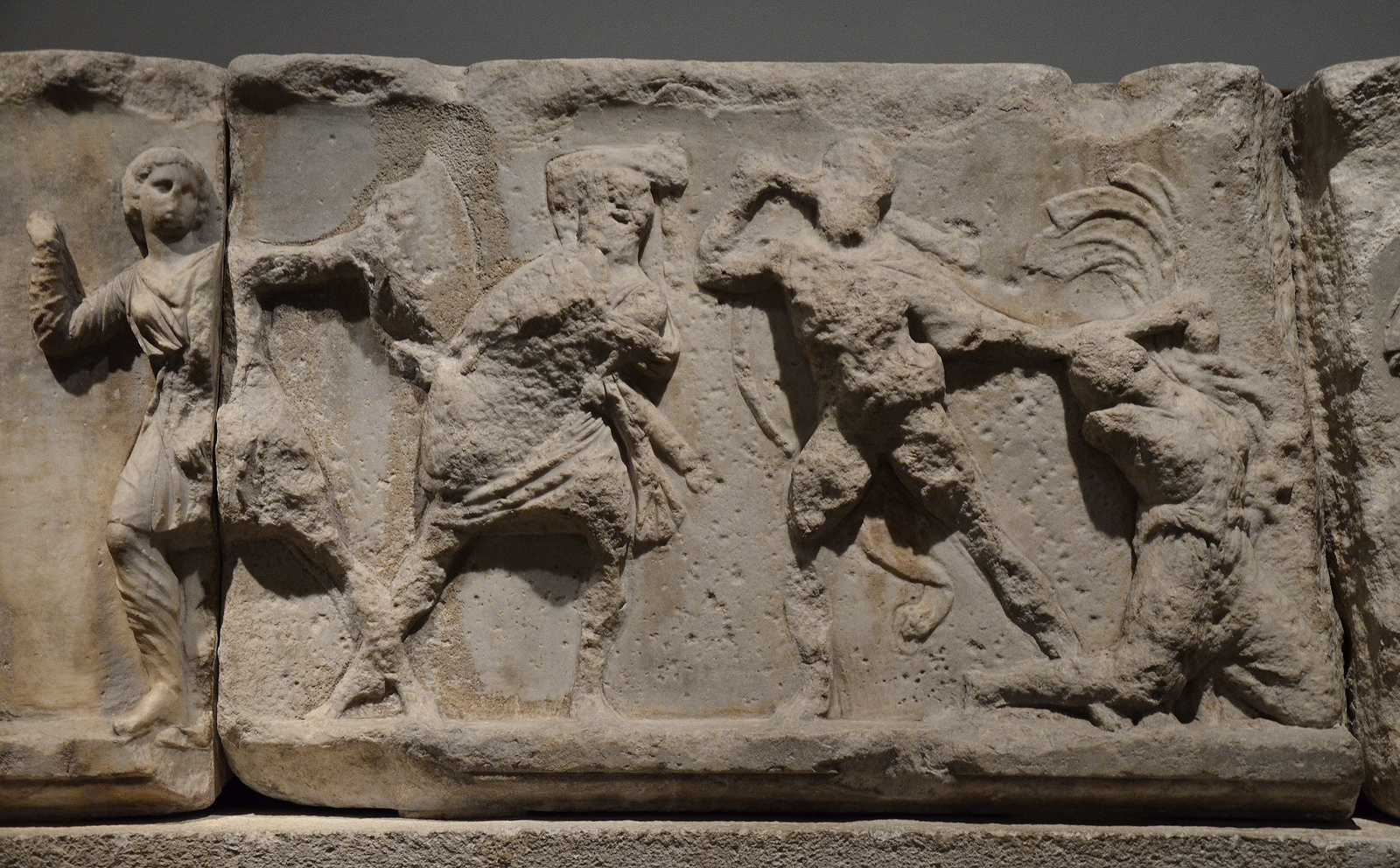
Placa mostrando a Heracles arrastrando por el pelo a la reina amazona Hipólita.
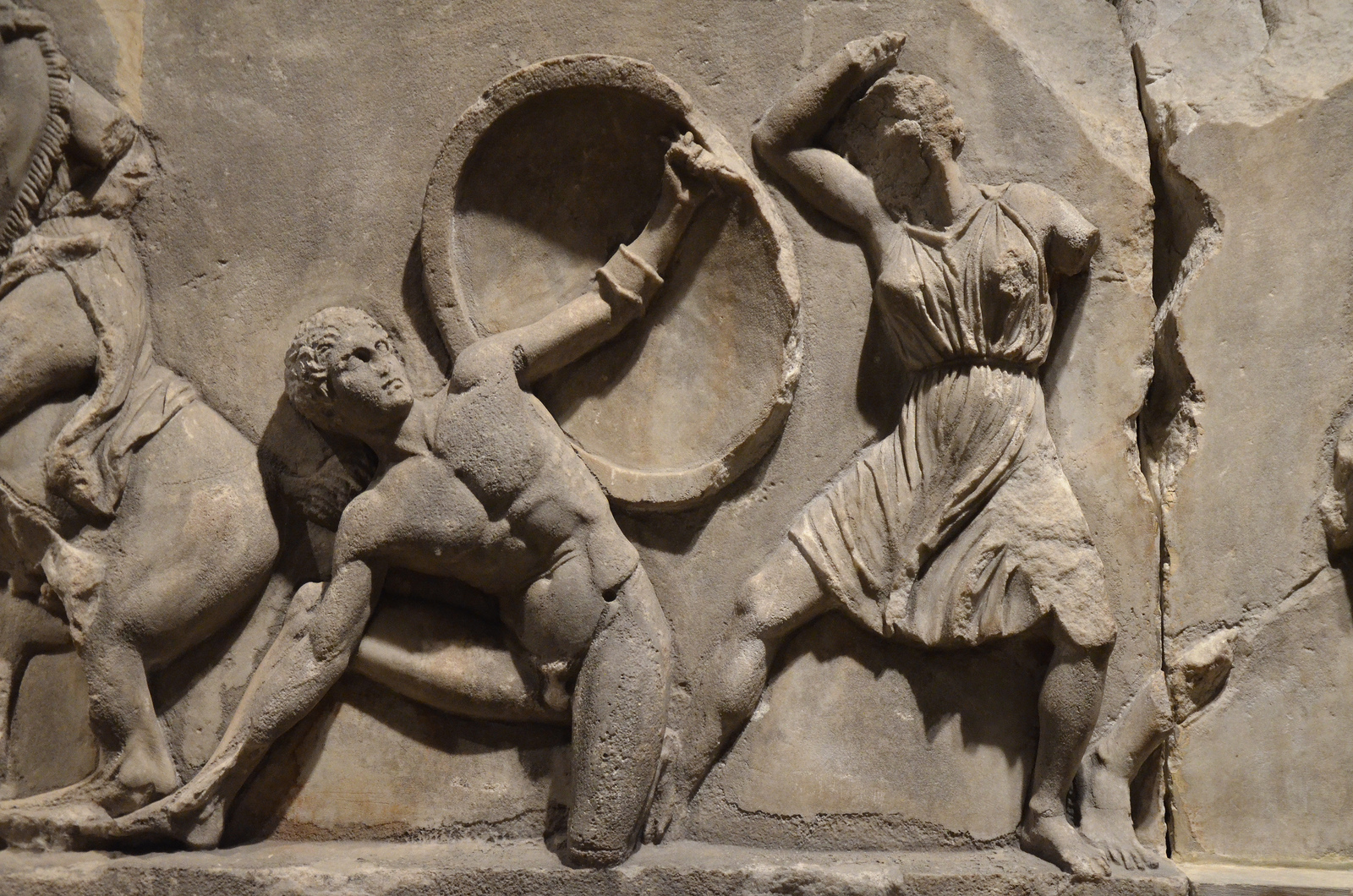
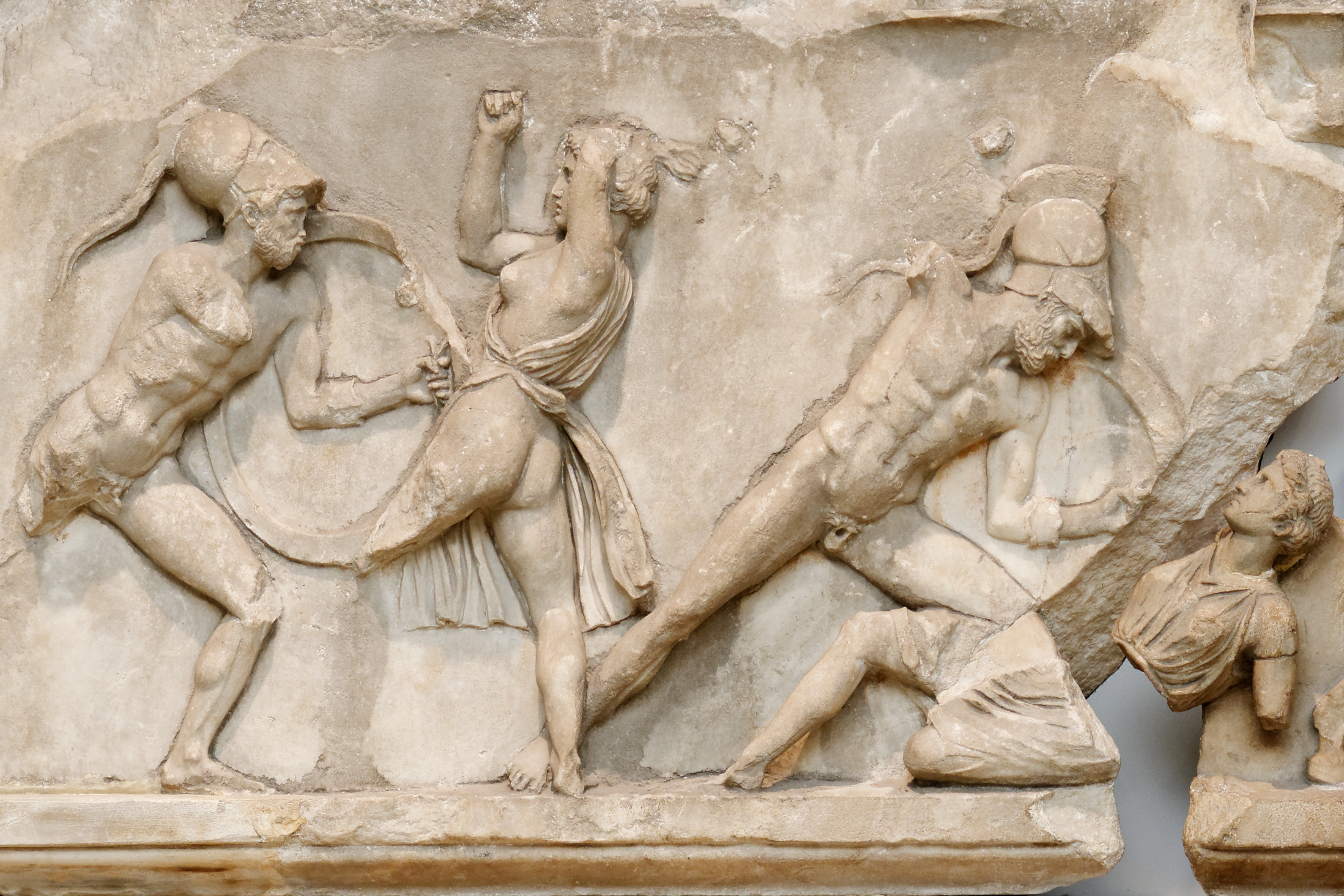
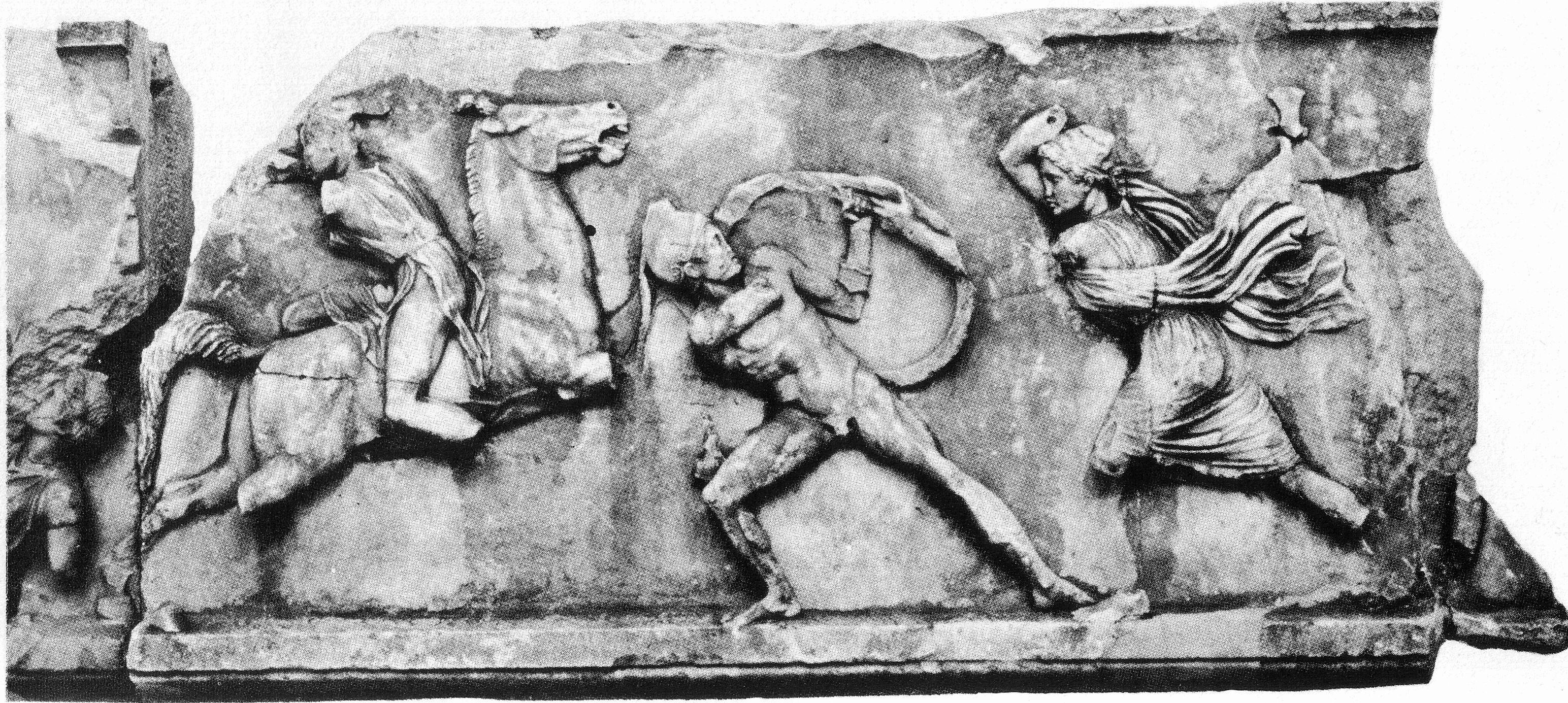
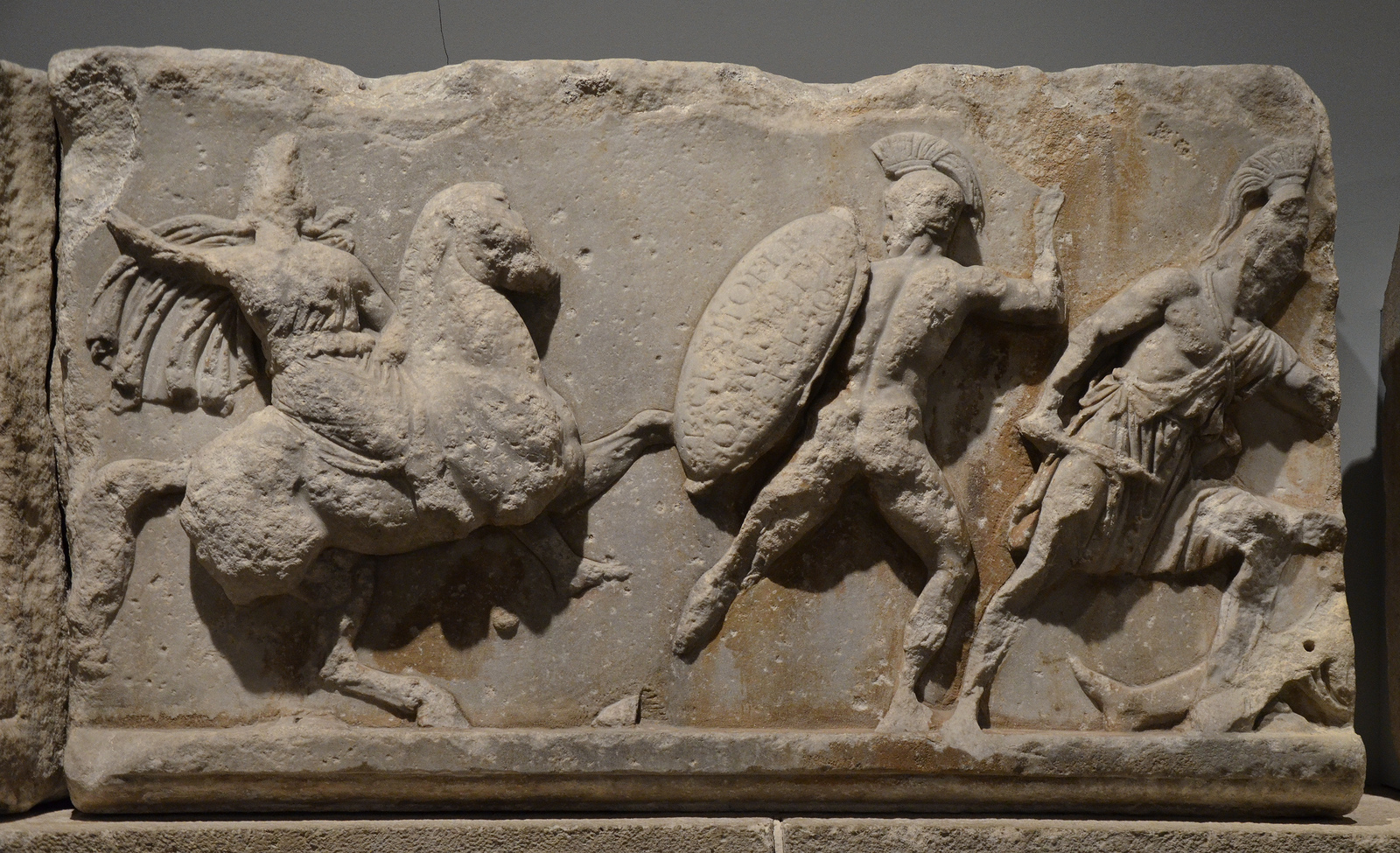

### Reconstrucciones tentativas del Mausoleo

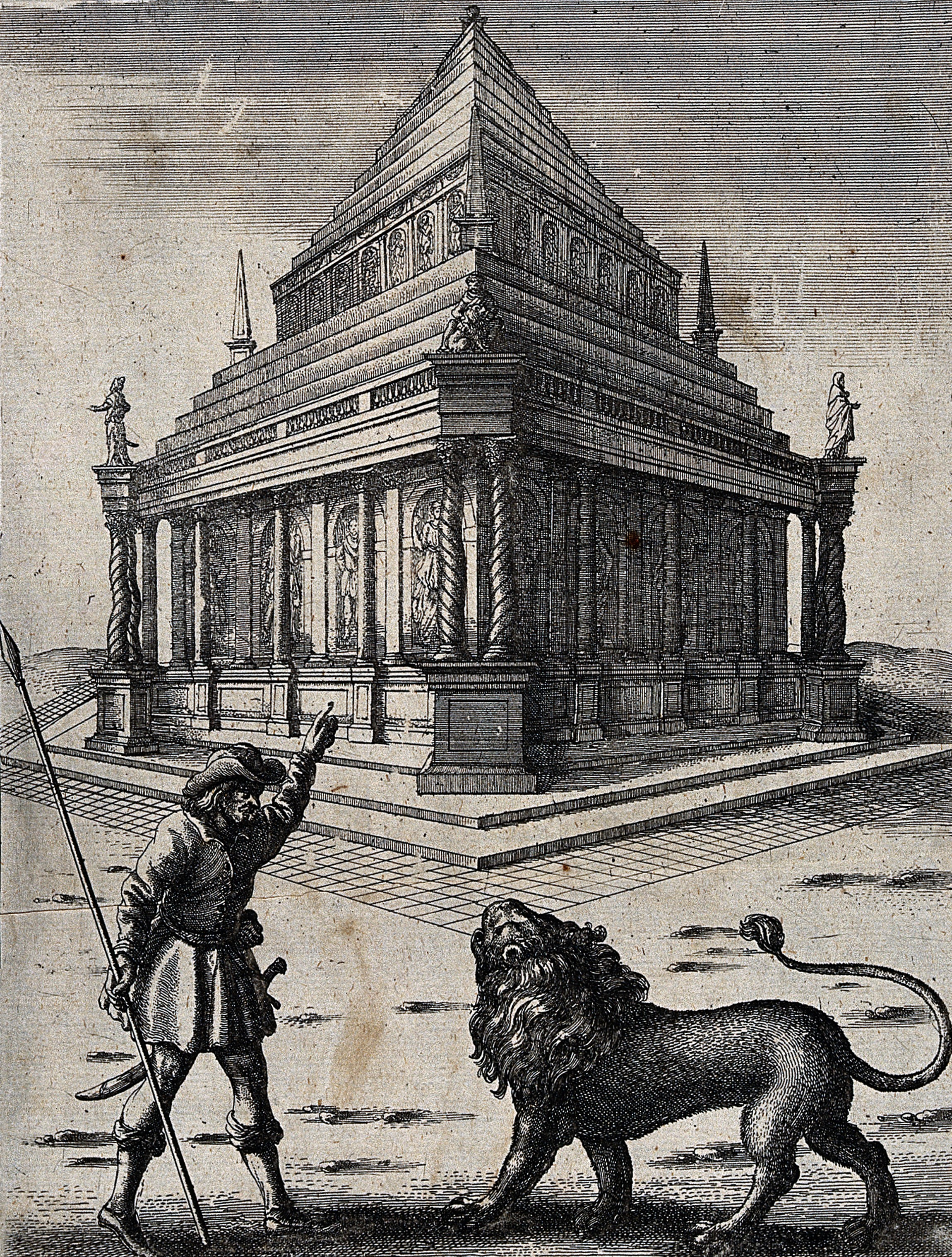
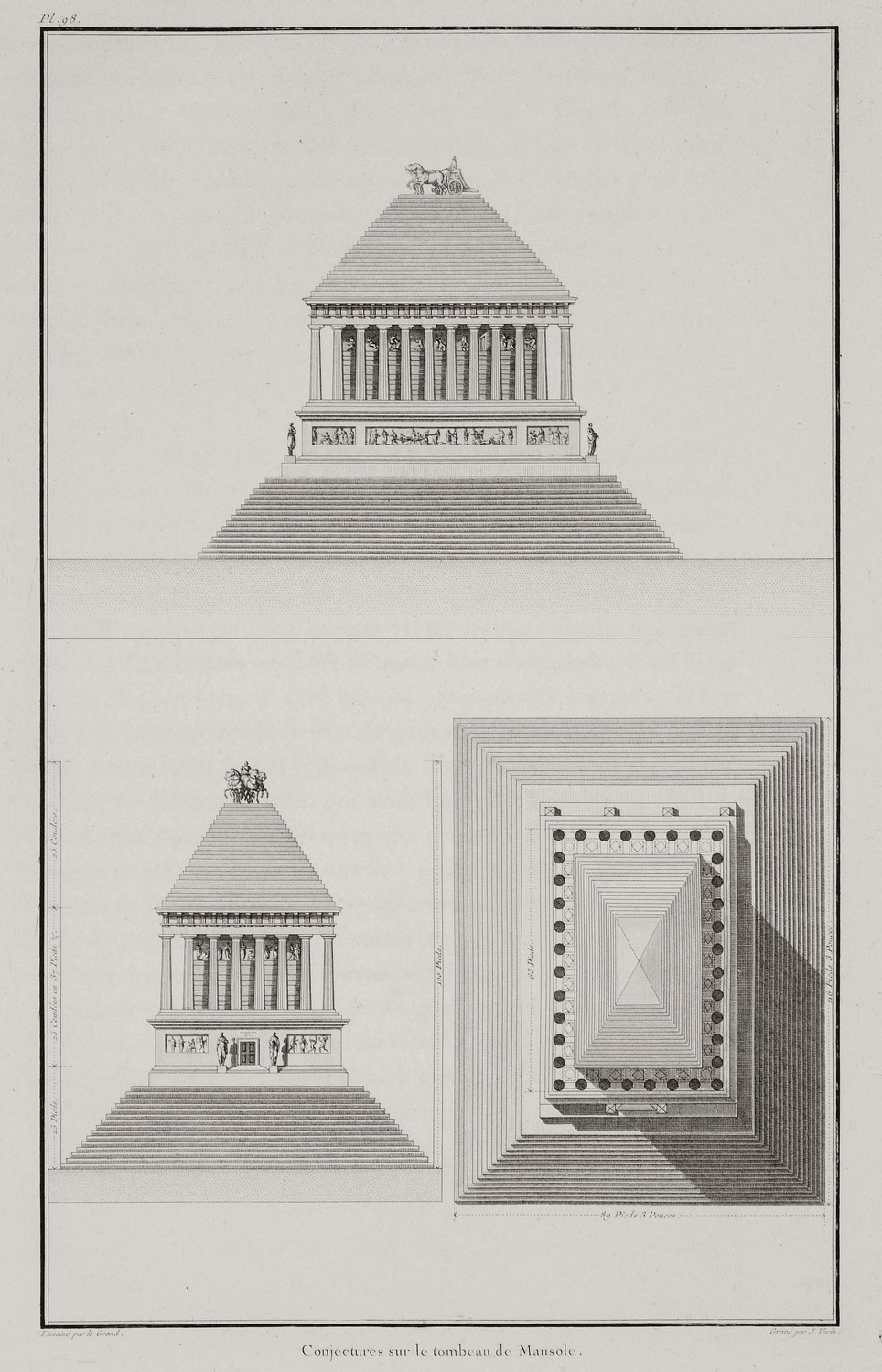
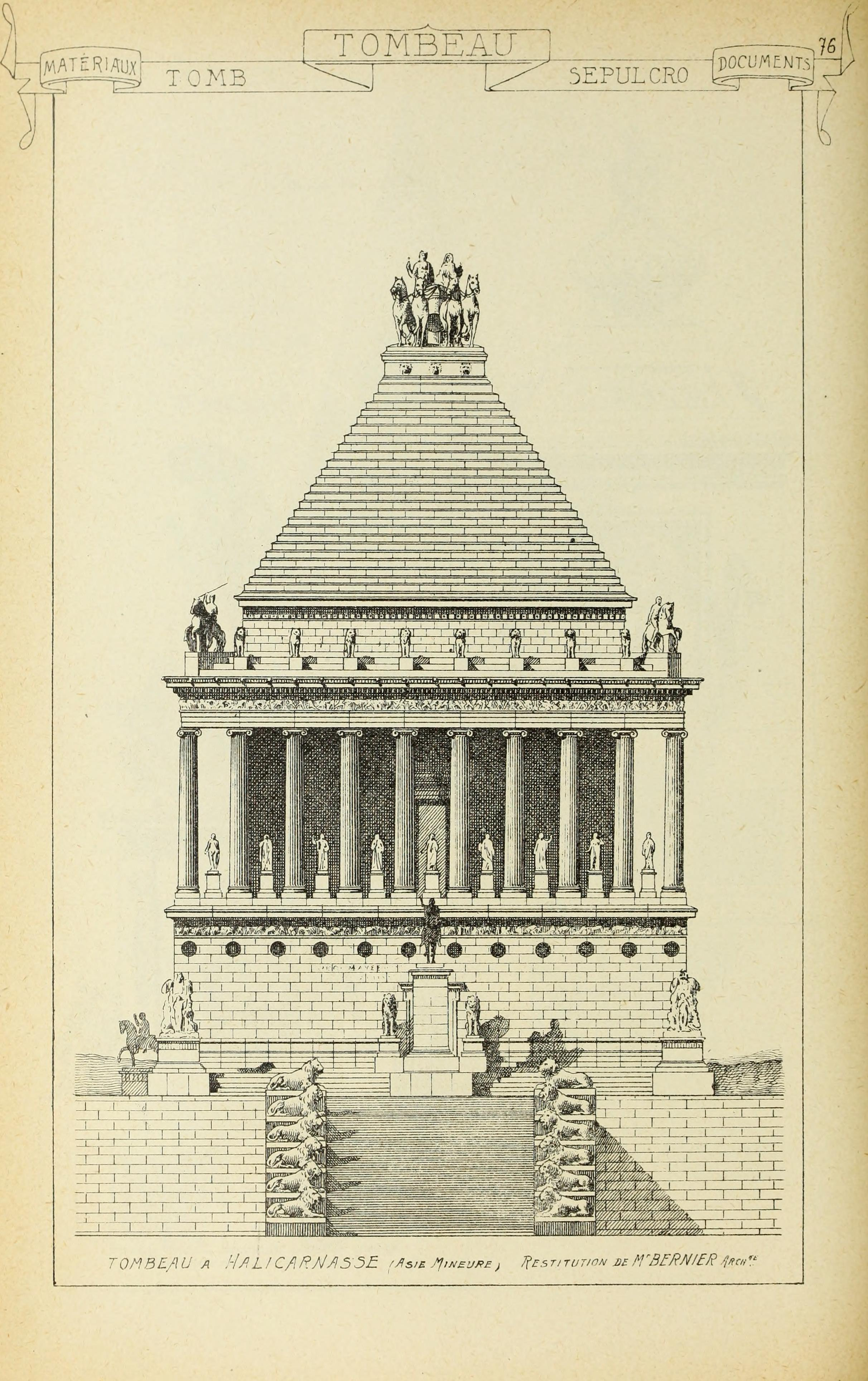
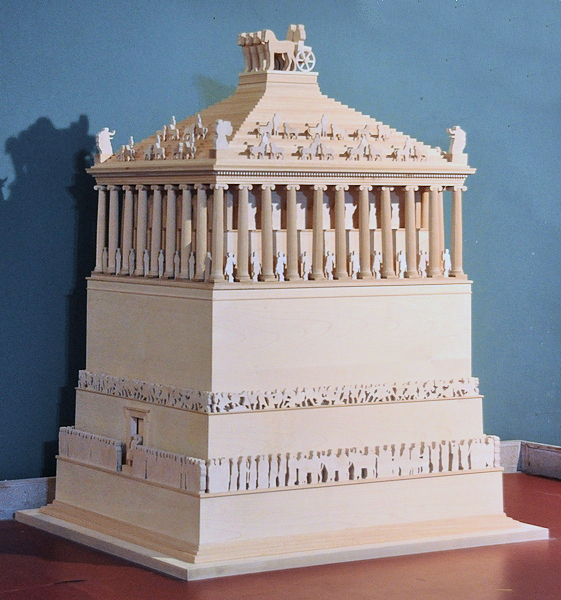
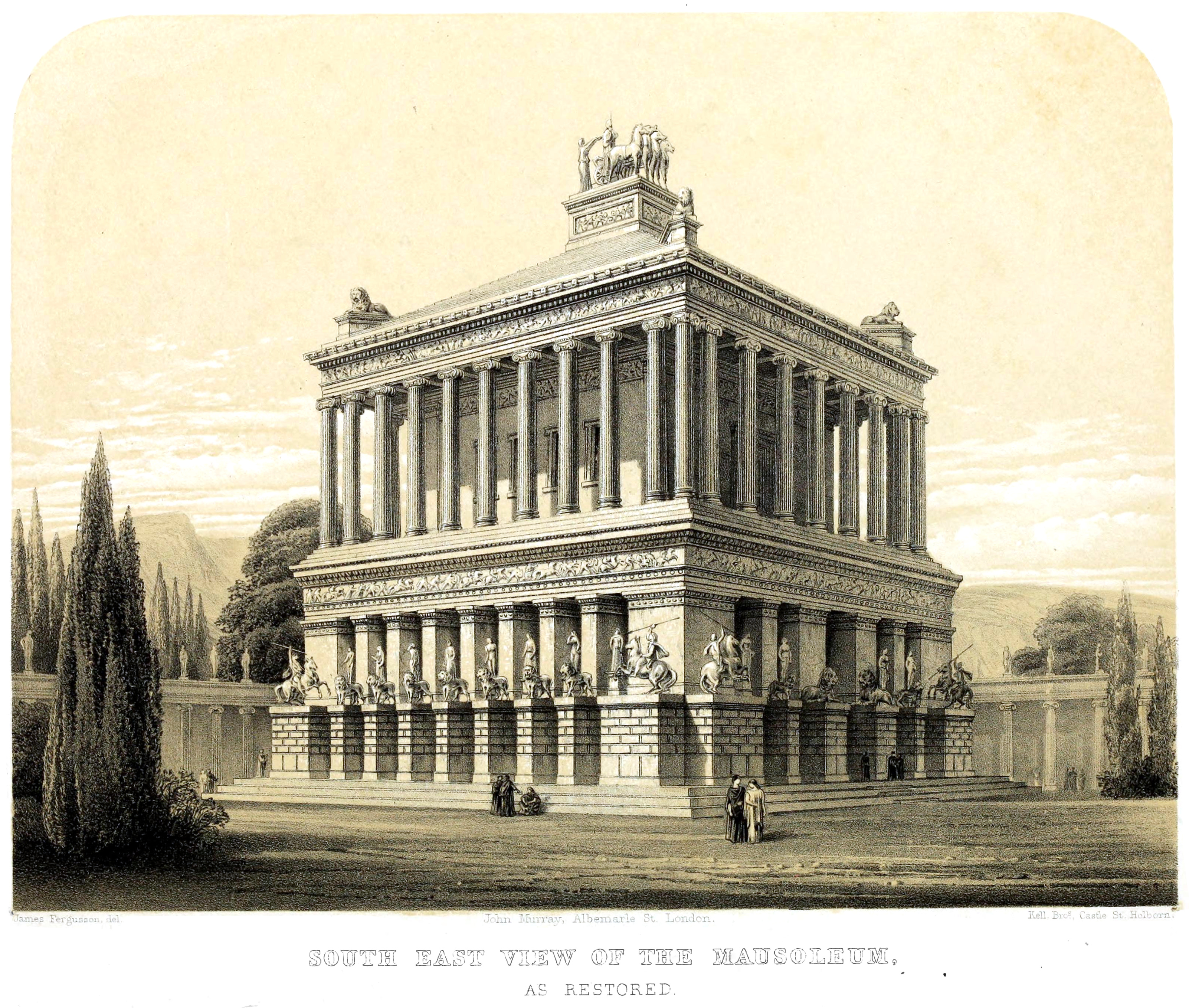
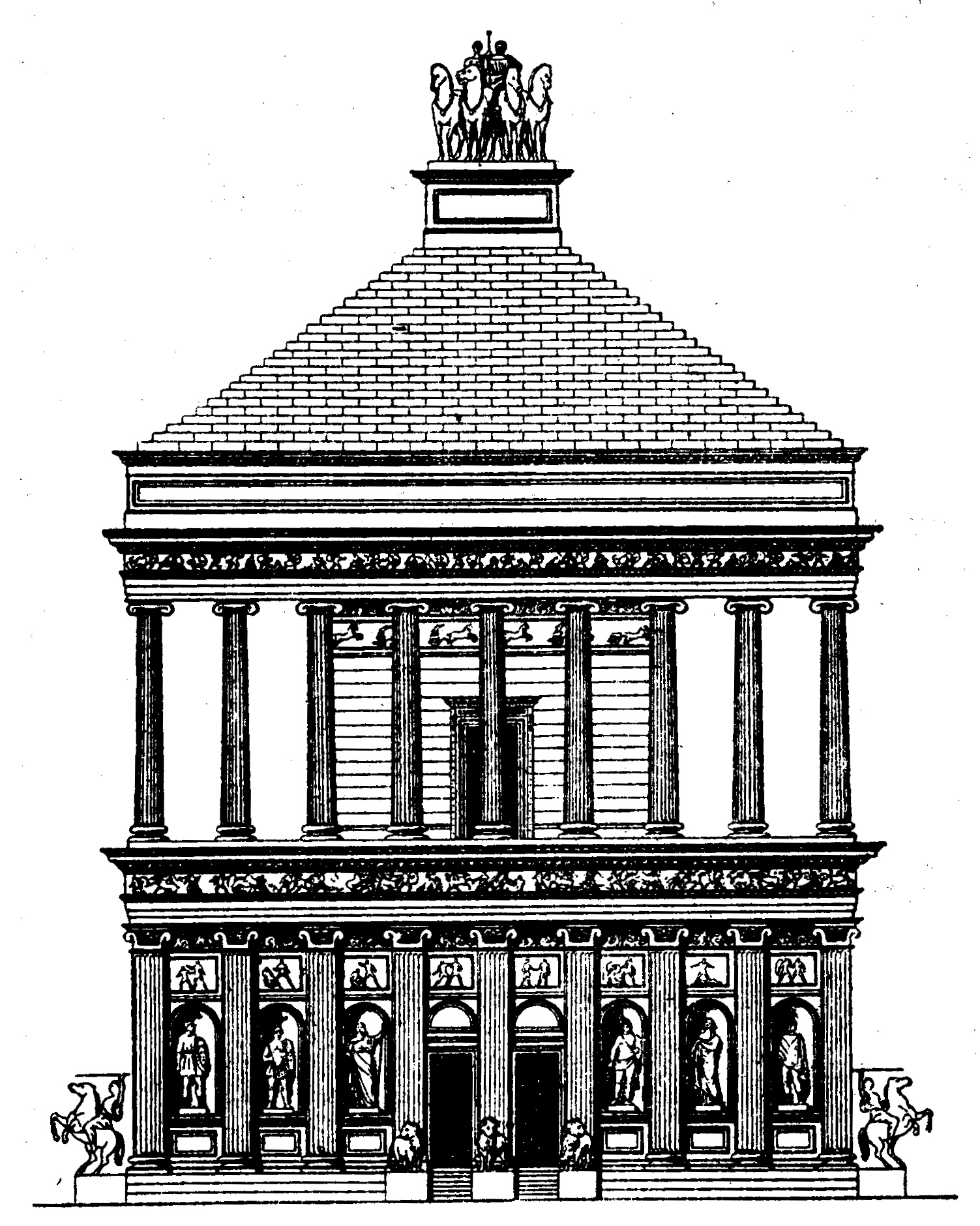